# Železniční normálie

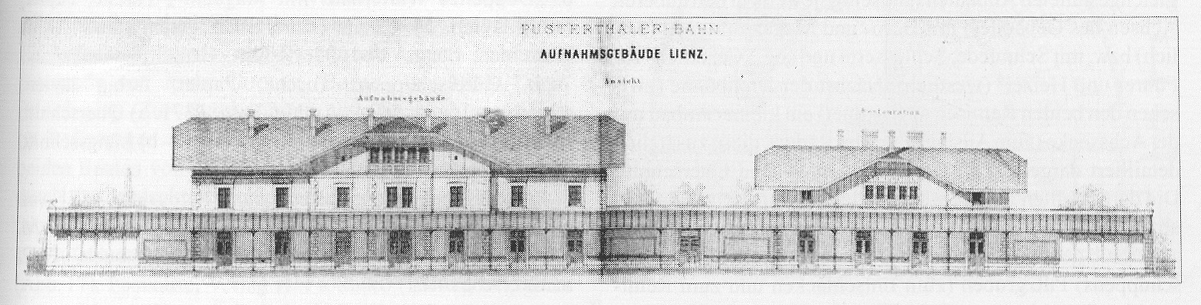
Typizovaná budova nádraží v Linci roku 1871, Wilhelm von Flattich

Železniční normálie ((německy) Eisenbahnbaunormalien) je název typizovaného architektonického předpisu, vzorových listů, pro stavbu provozních železničních budov: nádraží, vodáren, výtopen, železničních dílen, drážních ubytoven, strážních domků a dalších. Sestává z výkresů a nezbytné projektové dokumentace, která umožňuje staviteli zrealizovat zadaný projekt, aniž by musel vypracovávat individuální plány staveb. Staniční stavby byly navrhovány v několika kategoriích či třídách, aby bylo možné zbudovat stanici adekvátně k potřebám místa, kde vzniká.

## Historie
Normálie se ukázaly jako logické a ekonomické řešení staveb velkého počtu drážních budov vznikajících podél nově položených železnic a nutných k jejich obsluze již v raném období parostrojní železnice ve 30. a 40. letech 19. století. Typizované staniční stavby se objevují již na prvních dráhách, tento princip byl v praxi výstavby železničních děl celosvětově obvyklý. Výjimku tvoří některé speciální projekty stanic, některé uzlové či koncové stanice tratí - ty bývaly budovány jako zvláštní projekty, neboť se jednalo o budovy s velkou dopravní zátěží a také mimořádné veřejné prestiže. Jednotlivé společnosti zpravidla užívaly jednotné architektonické normálie na všech svých současně budovaných tratích, dokud nebyly vyměněny za nové. Bylo také obvyklé kombinování prvků z různých kategorií. Zcela běžně docházelo k odlišnostem použitých materiálů, které byly voleny podle místní dostupnosti: stejné normalizované stanice byly postaveny z cihel nebo kamene.

## Křížení tratí

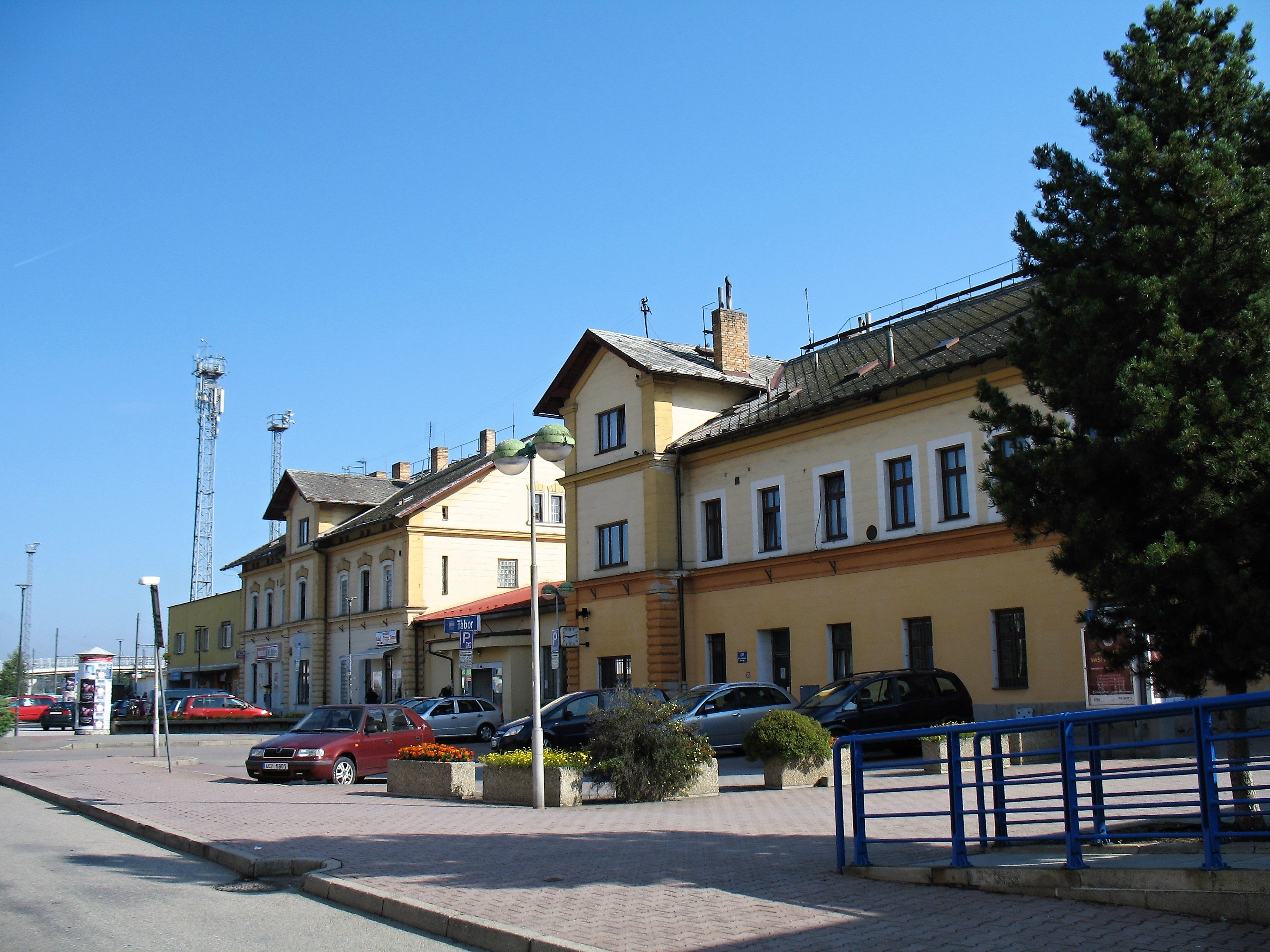
Původně dvě samostatné, posléze spojené, budovy BMTB a KFJB v Táboře

V uzlových stanicích, kam přivedly dráhu různé společnosti, bývalo obvyklé, že zde každá společnost vybudovala vlastní nádražní objekty s autonomním kolejištěm, nezřídka vzájemně nepropojené. V místě styku kolejí se tak dvě nádraží nacházela například v Táboře, Kolíně, před stavbou jednotné stanice v roce 1908 stály v Plzni stanice tři.
Po zestátnění většiny soukromých společností v Rakousku-Uhersku roce 1908 pak železnice přešla pod správu společnosti Císařsko-královské státní dráhy (kkStB), po roce 1918 pak správu přebraly Československé státní dráhy, což rozmanitost typů normálií znatelně zredukovalo. Stejně tak byly nádražní areály a kolejiště sjednocovány a stavebně propojovány, čímž došlo ke ztrátě celé řady originálních stavebních prvků. Jednotný architektonický ráz je ale na budovách často patrný i přes stavební úpravy a modernizace.

## Normálie rakouských drážních společností

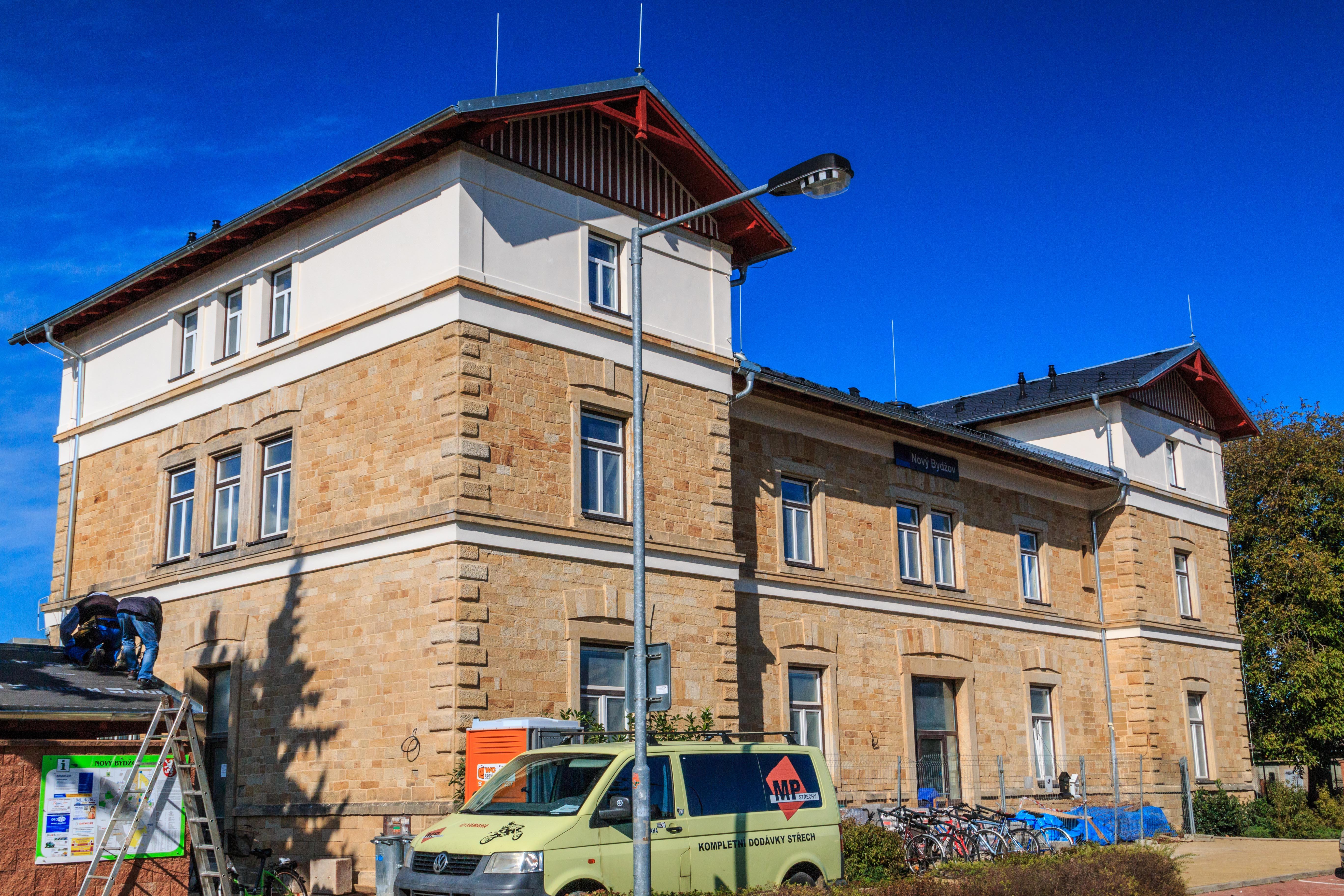
Typizovaná budova nádraží v Novém Bydžově roku 1870, Třída II.b, Carl Schlimp

Plány budov navrhovali architekti zaměstnaní u železničních společností, oficiálně byla jejich funkce označována variací titulu hlavní inženýr pozemních staveb. Tito architekti se v projektu celého drážního díla soustředili především na navržení budov, jiné oddělení mělo v kompetenci trasování tratě a navržení konstrukcí železničních mostů a přejezdů.
- Rakouská severozápadní dráha: Carl Schlimp (Eisenbahnbaunormalien für die k. k. Österreichische Nordwestbahn) např. stanice Nymburk hlavní nádraží, 1870)
- Rakouská severozápadní dráha: Rudolf Frey (např. stanice Ústí nad Orlicí, 1874)
- Jihoseveroněmecká spojovací dráha: Franz Reisemann (např. stanice Semily, 1858)
- Buštěhradská dráha: Josef Chvála (např. Ostrov nad Ohří, 1870)
- Severní státní dráha: Anton Jüngling (např. stanice Zábřeh na Moravě, 1845)
- Severní státní dráha: Anton Brandner (např. stanice Praha-Bubeneč, 1851)
- Moravsko-slezská severní dráha: Theodor Hoffmann (např. stanice Ivanovice na Hané, 1869)
- Severní dráha císaře Ferdinanda: Karl Hummel (např. stanice Hranice na Moravě, 1847)
- Severní dráha císaře Ferdinanda: Anton Dachler (např. Holešov, 1888)
- Rakouská společnost státní dráhy: Wilhelm von Flattich (např. stanice Moravské Bránice, 1875)
- Ústecko-teplická dráha: Josef Turba (např. stanice Bohosudov, 1858)
- Československé státní dráhy: Josef Danda (nejedná se o normálie, spíše opakování stejných stavebních prvků na více projektech - např. stanice v Chebu, 1962 a Třinci, 1957)

Pro srovnání příklad netypizovaných projektů železničních stanic:
- Wien Südbahnhof: Wilhelm von Flattich, 1873
- Praha-Těšnov (nádraží): Carl Schlimp, 1874
- Děčín východ: Rudolf Frey, 1875